# Haim Levin
Haim Levin (in ebraico חיים לוין‎?; Petah Tiqwa, 3 marzo 1937 – Tel Aviv, 21 aprile 2024) è stato un calciatore israeliano, per anni portiere della nazionale israeliana.

## Biografia
Levin giocò per il Maccabi Haifa dalla fine degli anni '50 al 1969, disputando 56 partite. Fu proclamato calciatore israeliano dell'anno nel 1965. Lasciato il Maccabi Tel Aviv passò ad altre squadre, Beitar Jerusalem, Maccabi Netanya e Hapoel Jerusalem.
Collezionò 22 presenze nella squadra nazionale israeliana e partecipò alle Olimpiadi estive del 1968 in Messico.
Negli anni '80, dopo il ritiro, tornò nel Maccabi Haifa in qualità di allenatore dei portieri.
Morì il 21 aprile 2024 all'età di 87 anni.

## Vita privata
Ebbe quattro figlie.